# Julia Gutiérrez Caba
Julia Gutiérrez Caba (née le 20 octobre 1934 à Madrid) est une actrice espagnole.

## Biographie
En 1994, elle reçoit la Médaille d'or du mérite des beaux-arts par le Ministère de l'Éducation, de la Culture et des Sports.

## Filmographie
- 1960 : A las cinco de la tarde : María
- 1960 : 091 Policía al habla : La mère de l'enfant malade
- 1961 : Échec au cyanure : Brigitte
- 1961 : Les enragés : Beatriz
- 1962 : Accidente 703 : Femme du défunt
- 1962 : Diferente : Beatriz
- 1962 : Une famille explosive : Femme qui trouve Chencho
- 1963 : El camino
- 1963 : Rosi y los demás (1 Episode)
- 1963 : Día a día (3 Episodes)
- 1963-1965 : Novela (2 Episodes)
- 1963-1965 : Primera fila : Différents personnages (10 Episodes)
- 1963-1965 : Confidencias : Différents personnages (13 Episodes)
- 1964 : Tiempo de amor : Elvira
- 1964 : La otra cara del espejo (1 Episode)
- 1964 : Fernández, punto y coma (1 Episode)
- 1965 : Une femme est passée : Julia
- 1965 : Currito de la Cruz : Mère Maria
- 1965 : La familia y... uno más : Julia
- 1965 : La frontera de Dios
- 1965-1967 : Tiempo y hora (6 Episodes)
- 1966 : Operación Plus Ultra : Luisa
- 1966 : Las viudas : Ana
- 1966 : Nuevo en esta plaza : Mère
- 1966 : Las últimas horas...
- 1966 : Habitación 508 : La femme (1 Episode)
- 1966 : La pequeña comedia (2 Episodes)
- 1966-1979 : Estudio 1 : Madame Warren (3 Episodes)
- 1967 : Un millón en la basura : Consuelo
- 1967 : Los guardiamarinas : Isabel
- 1967 : Las 12 caras de Juan : Dalia Ramos (1 Episode)
- 1969 : Las amigas : Sonsoles
- 1969 : Los desafíos : Lola
- 1970 : Fortunata y Jacinta : Guillermina la Santa
- 1970 : Bajo el mismo techo (1 Episode)
- 1972 : Experiencia prematrimonial : May
- 1972 : Buenas noches, señores : Différents personnages (9 Episodes)
- 1974 : Proceso a Jesús : Spectatrice
- 1974 : Un hombre como los demás
- 1975 : En la cresta de la ola : Irene
- 1976 : Fulanita y sus menganos : Alberta
- 1977 : Doña Perfecta : Doña Perfecta
- 1977 : Los claros motivos del deseo : Amalia
- 1977 : Cazar un gato negro : Marta
- 1977 : Mujeres insólitas : Juana de Castilla (1 Episode)
- 1979 : El señor Villanueva y su gente (1 Episode)
- 1985 : La gallina ciega : Tamara (Téléfilm)
- 1997 : La herida luminosa : Sœur Benedicta
- 1997 : El color de las nubes : Lola
- 2000 : You're the one (una historia de entonces) : Tía Gala
- 2002 : Foto de familia (court-métrage) : Doña Purificación
- 2003-2008 : La Famille Serrano : Carmen Casado (145 Episodes)
- 2010 : Les Yeux de Julia : Soledad
- 2011-2013 : Águila Roja : Laura de Montignac (14 Episodes)
- 2016 : Web Therapy : María Teresa de Montijo (5 Episodes)
- 2017 : Estoy vivo : Directrice (5 Episodes)

## Voix françaises
- Carine Seront dans La Famille Serrano : Carmen Casado (Série TV) (2003-2008)
- Frédérique Cantrel dans Les Yeux de Julia : Soledad (2010)